# Amadeus (film)
Amadeus je americký film režiséra Miloše Formana, který obdržel osm Oscarů, 11 nominací na Oscara a dalších 32 ocenění včetně čtyř Zlatých globů. Jeho natáčení částečně probíhalo i v komunistickém Československu. Film je adaptací stejnojmenné divadelní hry anglického dramatika Petera Shaffera, který byl rovněž autorem filmového scénáře.

## Děj

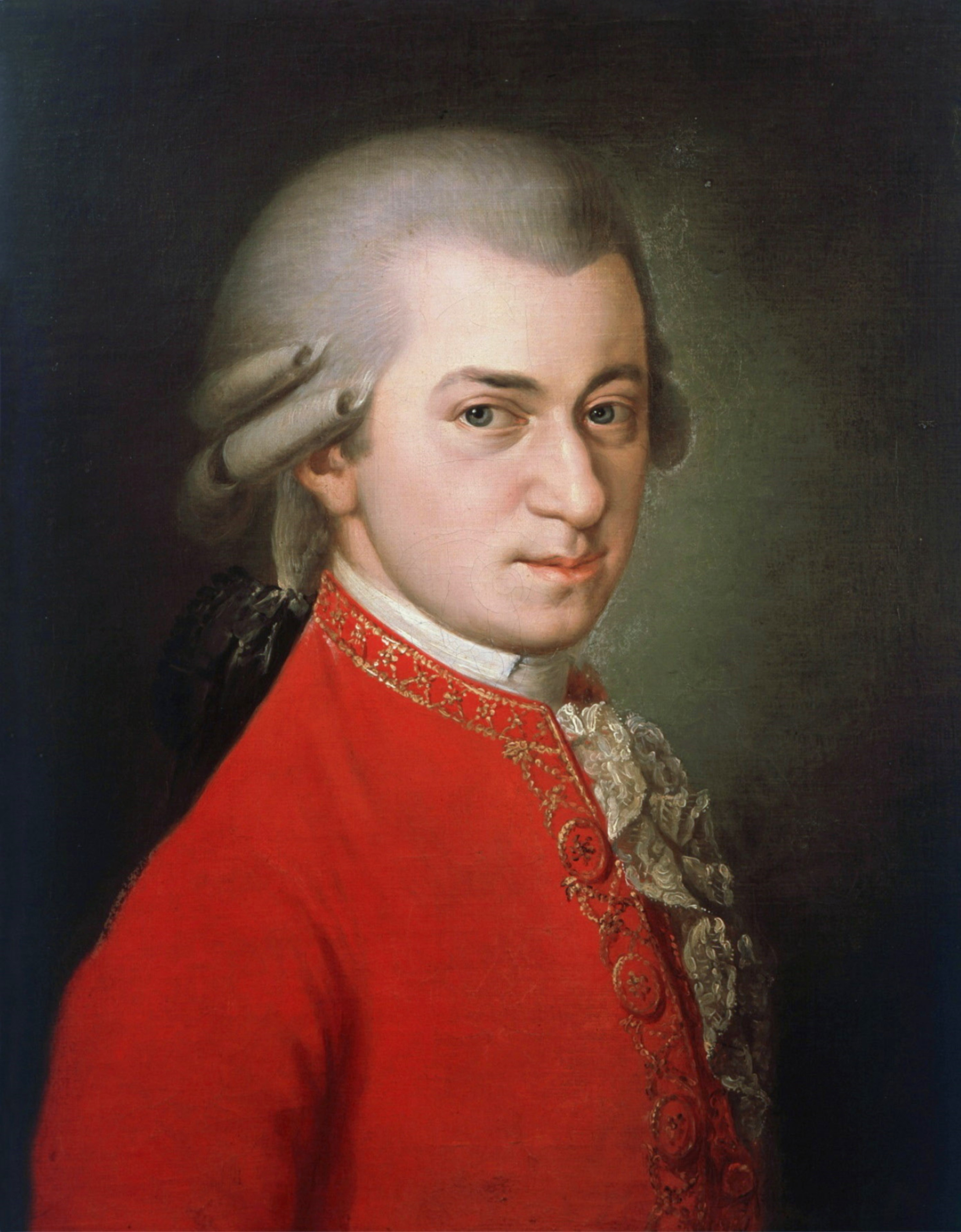
Wolfgang Amadeus Mozart

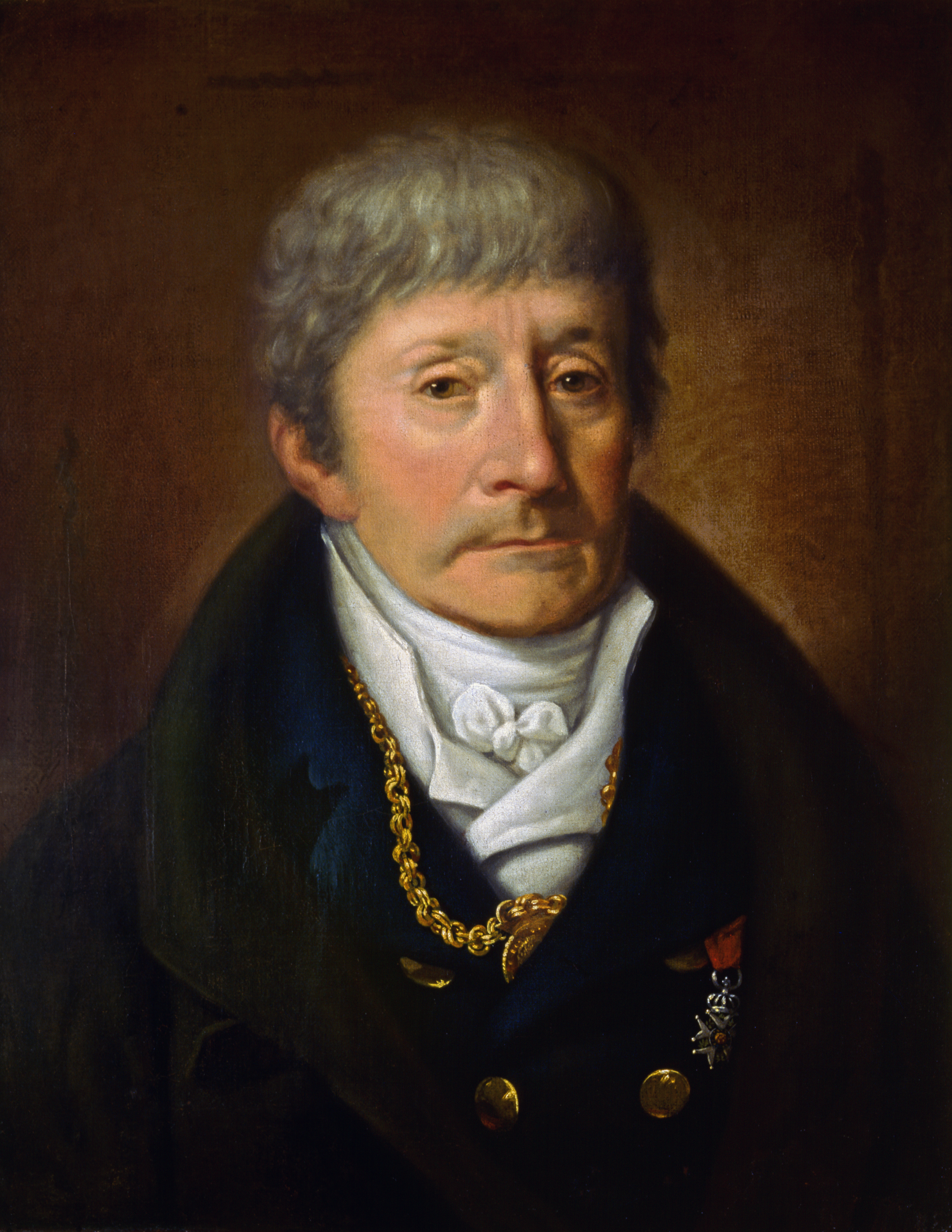
Antonio Salieri

Antonio Salieri se na sklonku života sám obviňuje ze smrti Wolfganga Amadea Mozarta, pokusí se o sebevraždu a je umístěn v léčebně pro choromyslné (pražská Invalidovna). Po čase za ním přichází mladý kněz, který vyslechne jeho životní příběh.
Antonio Saileri se srovnává s Mozartem a např. konstatuje, že zatímco on si jako malý chlapec jen hrál se svými vrstevníky na slepou bábu, Mozart účinkoval ve Vídni nebo před papežem v Římě. Mladý Salieri se vroucně modlí k Bohu, aby ho obdaroval talentem a učinil z něj velkého skladatele, proti čemuž je zásadně jeho otec. „Šťastnou“ náhodou otec však umírá a Salieri se dostává do Vídně, „města hudebníků“. Zde se postupně vypracuje až na místo dvorního skladatele na dvoře císaře Josefa II. a stává se spolu s kapelníkem Bonnem, ředitelem divadla Orsini-Rosenbergem a hrabětem van Swietenem důležitým činitelem hudebního dění na císařském dvoře. Josef II. jej zároveň obsadil na místo svého učitele hudby. Císař není příliš dobrý klavírista, nemá ani hudební sluch, přesto je pro hudbu nadšen.
K prvnímu osobnímu setkání mezi Salierim a Mozartem dochází ve vídeňském sídle salcburského arcibiskupa. Na sladkosti si potrpivší Salieri je svědkem laškování mezi Mozartem a jeho snoubenkou Constanze Weber v salónku s pohoštěním pro arcibiskupovy hosty. Scéna je přerušena v okamžiku, kdy Mozart uslyší tóny své skladby, jeho zvoláním: „Má hudba. Začali beze mne.“ Zkoprnělý Salieri v tom okamžiku poznává, že „to po zemi se válející dítě“ je „velký“ Amadeus. Odchází do sálu, kde se mezitím Mozart ujímá řízení orchestru, a je unesen krásou a jednoduchostí skladby (Gran Partita pro dechové nástroje).
Josef II. plánuje novou operu pro dvorní divadlo a navrhuje zadat tento úkol Mozartovi. Za tímto účelem je Mozart pozván k dvoru. Salieri pro tuto příležitost zkomponuje drobný pochod, který Mozartovi osobně přehraje Josef II. Mozart je poněkud zděšen „úrovní“ císařovy hry, je však velmi potěšen nabídkou na zkomponování opery a navrhuje operu na německé libreto Únos ze serailu. Někteří z císařových poradců včetně Salieriho jsou pohoršeni jak tématem, tak volbou jazyka, který nepovažují za vhodný pro zpěv. Císař však souhlasí. Na závěr audience chce císař obdarovat Mozarta partem Salieriho skladby, ten však odmítá se slovy, že má vše již v hlavě. Císař ani přítomní pánové nevěří a přimějí Mozarta k ukázce. Ten bez problémů skladbu přehrává a dané téma před ustrnulým publikem rozvíjí.
V očekávání nové opery na „turecké“ téma se ve Vídni stává populární např. styl oblékání v tureckém stylu. Po tureckém způsobu se obléká i Salieriho žačka, primadona dvorního divadla, pěvkyně Katarina Cavalieri. Na hodině vyzvídá podrobnosti o Mozartovi a nové opeře. Salieri soudí, že to není kus pro ni, protože se odehrává v harému.
Při premiéře opery však Salieri vidí, že Cavalieri byla do hlavní ženské role obsazena. Premiéra opery má velký úspěch, i císař je nadšen, avšak neodpustí si poznámku, že v díle je „příliš mnoho not“. Nastalou rozepři ohledně kvality díla přeruší Mozartova snoubenka Constance a především její matka. Obě jsou představeny císaři, což především rozezlí Katarinu Cavalieri, která pravděpodobně měla s Mozartem poměr a kterou tato nová skutečnost uráží. Pravděpodobnou skutečnost o poměru mezi Cavalieri a Mozartem vytuší i Salieri, který je do Cavalieri zamilován. Toto se stává dalším katalyzátorem Salieriho nenávisti vůči Mozartovi.
Salcburský arcibiskup je rozlícen tím, že se Mozart nevrací z Vídně na jeho dvůr a chce ho propustit ze svých služeb. Mozartův otec Leopold by však svému synovi přál zajištěnou budoucnost v Salcburku, oroduje za něj u arcibiskupa a chystá se odjet do Vídně, především však nesouhlasí s jeho sňatkem. Mozart však nedbá otcových rad a žení se s Constance.
Císař zamýšlí učinit Mozarta učitelem hudby pro svou neteř, avšak Salieri proti tomuto záměru intrikuje. Má, spolu s ostatními „Italy“ posoudit Mozartovu vhodnost na toto místo, čímž je Mozart pobouřen, místo však nutně potřebuje. Mladá Constance navštíví Salieriho s rukopisy několika Mozartových skladeb, který je nimi opět nadšen, ale nedokáže se přenést přes svou nenávist a snaží se Mozarta „nemravným“ návrhem jeho ženě ponížit. Protože Mozartovi nelze po umělecké stránce nic vytknout, pomluví ho u císaře, alespoň co se týče jeho vztahu k ženám. Nakonec Mozart sám Salieriho navštíví a žádá ho o pomoc se zajištěním žáků. Salieri nakonec Mozartovi doporučí dceru měšťana.
Císař Josef II. je Mozartovou hudbou fascinován a má nesmírnou radost ve chvíli, kdy Wolfgang složí pro Vídeň několik skladeb.
Salieri do Mozartovy domácnosti coby neznámý ctitel jeho hudby „nasadí“ služebnou, která má Salierimu hlásit, na jakých dílech pracuje. Takto se pokusí zabránit uvedení opery Figarova svatba. Ač tento plán neuspěje, Salieri triumfuje svou operou Axur, re d'Ormus, kterou císař označí za nejlepší dosud napsanou operu, a Salieriho za zářivou hvězdu na hudebním nebi. Pokračováním jeho pletich proti Mozartovi je objednávka zádušní mše Rekviem. Při této příležitosti se osobně dostaví před práh jeho bytu a zaplatí mu zálohu, oděn do černé karnevalové masky, čímž ho vyděsí. Rekviem, které si objednal, je (aniž by to Mozart tušil) psáno pro něj samotného. Zdá se, že se tento Salieriho zlověstný čin neminul účinkem, neboť čím více se Mozart blíží k jeho dokončení, tím se jeho vlastní zdravotní stav zhoršuje. Ironií osudu, poslední noty skladby diktuje jeho netušenému sokovi v předvečer noci, ve kterou vydechne naposled.
Výklady filmu existují různé: jedním možným z nich může to, že kromě samotného epického děje je „mezi řádky“ latentně skryto napětí, živené Salieriho záští, kterou se ovšem snaží nedat najevo, a důvodem této antipatie, až nenávisti, je vědomé nebo podvědomé nevyrovnání se se skutečností, že Salieriho poněkud mladší a svéráznější konkurent třímá talent, díky kterému se on a jeho hudba stane nesmrtelnou, na rozdíl od ostatních skladatelů, jejichž dílo bude zastíněno a s postupem času zapomenuto. Děj filmu neodpovídá historické realitě, ve skutečnosti Salieri a Mozart byli přátelé.

### Fikce a skutečnost
V mnoha případech jde i v tomto filmu o vědomé falšování historie. Pomineme-li omyly v časových souvislostech, které lze vysvětlit uměleckým záměrem, jde i o věcné chyby. Mozart se nestal učitelem princezny, protože Salieri byl prostě lepší pedagog, což dokládá i výčet jeho žáků. Salieri neměl zapotřebí vydávat Mozartovo dílo za své, ani hrdost by mu to nedovolila. Mozart a Salieri složili roku 1785 společné dílo s názvem Per la ricuperata salute di Ophelia. Konečně i vztah k otci měl u Mozarta do osudové posedlosti daleko.
Hudební vědci myšlenku podílu Salieriho na smrti Mozartově již dávno opustili. Všechny dobové dokumenty, dopisy i události svědčí naopak o vzájemném respektu a naprosto korektním vztahu obou vídeňských umělců.

## Obsazení

### Hlavní role
| F. Murray Abraham  | Antonio Salieri                                |
| Tom Hulce          | Wolfgang Amadeus Mozart                        |
| Elizabeth Berridge | Constanze „Stanzi“ Mozartová, Wolfgangova žena |
| Roy Dotrice        | Leopold Mozart, Wolfgangův otec                |

### Další postavy
Některé z vedlejších postav ztvárnili také čeští herci a herečky.
| Simon Callow       | Emanuel Schikaneder / Papageno                               |
| Christine Ebersole | Katerina Cavalieri / Costanza                                |
| Jeffrey Jones      | Císař Josef II.                                              |
| Charles Kay        | Hrabě Orsini-Rosenberg                                       |
| Cynthia Nixonová   | Lorl, služka u Mozartových                                   |
| Roderick Cook      | hrabě von Strack                                             |
| Jonathan Moore     | Baron van Swieten                                            |
| Patrick Hines      | Kappelmeister Bonno                                          |
| Lisabeth Bartlett  | Papagena                                                     |
| Martin Cavina      | Mladý Antonio Salieri                                        |
| Milan Demjanenko   | Carl Thomas Mozart                                           |
| Peter DiGesu       | Francesco Salieri                                            |
| Michele Esposito   | Salieriho studentka zpěvu                                    |
| Nicholas Kepros    | Arcibiskup Colloredo                                         |
| Herman Meckler     | kněz                                                         |
| Miroslav Sekera    | Wolfgang Amadeus Mozart v šesti letech (u císaře Josefa II.) |
| Miro Grisa         | Figaro                                                       |
| Zuzana Kadlecová   | Susanna                                                      |
| Eva Senková        | Marcellina                                                   |
| Karel Fiala        | Don Giovanni                                                 |
| Zdeněk Srstka      | zřízenec v léčebně pro duševně choré                         |
| Jitka Molavcová    | herečka v Schikanederově divadle                             |
| Karel Effa         | herec v Schikanederově divadle                               |

## Ocenění
Ceny Akademie (Oscar)
- Nejlepší herec v hlavní roli – F. Murray Abraham
- Nejlepší výprava – Patrizia von Brandenstein, Karel Černý
- Nejlepší kostýmy – Theodor Pištěk
- Nejlepší režisér – Miloš Forman
- Nejlepší masky – Paul LeBlanc, Dick Smith[nepřesný odkaz]
- Nejlepší film – Saul Zaentz
- Nejlepší zvuky – Mark Berger, Thomas Scott, Todd Boekelheide, Christopher Newman
- Nejlepší adaptovaný scénář – Peter Shaffer

Nominace na Ceny Akademie (Oscar)
- Nejlepší herec v hlavní roli – Tom Hulce
- Nejlepší kamera – Miroslav Ondříček
- Nejlepší střih – Nena Danevic, Michael Chandler

Film byl v roce 2019 zařazen do Národního filmového registru Knihovny Kongresu (National Film Registry, Library of Congress).

## Zajímavosti
- Exteriérové scény a interiérové nestudiové scény byly natáčeny převážně v Praze a v Kroměříži – například v pražském Stavovském divadle, v karlínské Invalidovně, v arcibiskupském paláci, na Hradčanském náměstí, v Nerudově ulici, na Střeleckém ostrově, na Vyšehradě, ve Valdštejnské zahradě, na Maltézském náměstí, v oboře ve Veltrusích, v Arcibiskupském zámku Kroměříž, na hřbitově v Horních Beřkovicích, část filmu byla natočena ve Francii.
- Ve filmu si ve vedlejších a epizodních rolích zahráli také někteří[kteří?] čeští herci.
- V epizodě Toulky historií s Marge seriálu Simpsonovi je uvedena zmínka o tomto filmu.

## Hudba
Film obsahuje následující hudební kusy:
| Číslo | Skladatel, Titul, Interpret | Stopáž |
| ----- | --- | ------ |
| 1     | Mozart: Symfonie č. 25 in g moll, KV 183: 1. věta Allegro con brio, Sir Neville Marriner                                                                                         | 7:52   |
| 2     | Mozart: Malá noční hudba – Serenade in G dur, KV 525: 1. věta, Akademie sv. Martina v polích                                                                                     | 5:41   |
| 3     | Pergolesi: Stabat Mater: Quando Corpus Morietur a Amen, Akademie sv. Martina v polích                                                                                            | 4:18   |
| 4     | Mozart: Salieriho Pochod na téma árie Non più andrai (z opery Figarova svatba, KV 492), Simon Preston                                                                            | 1:48   |
| 5     | Mozart: Serenáda č. 10 B dur, KV 361 "Gran Partita": 3. věta Adagio, Sir Neville Marriner                                                                                        | 6:13   |
| 6     | Mozart: Únos ze serailu, KV 384: Sbor Turků, Akademie sv. Martina v polích | 4:25   |
| 7     | Mozart: Únos ze serailu, KV 384: Turecké finále, Suzanne Murphy | 1:28   |
| 8     | Mozart: Velká mše c moll, KV 427: Kyrie, Felicity Lott | 6:29   |
| 9     | Mozart: Koncert pro flétnu, harfu a orchestr C dur, KV 299: 2. věta Andantino, Osian Ellis harfa                                                                                 | 8:34   |
| 10    | Mozart: Symfonie č. 29 in A dur, KV 201: 1. věta Allegro moderato, Sir Neville Marriner                                                                                          | 5:43   |
| 11    | Mozart: Adagio a Rondo in C pro skleněnou harmoniku, KV 617A, Brussels Virtuosi, Marc Grauwels a Thomas Bloch                                                                    | 6:02   |
| 12    | Mozart: Koncert in Es dur KV 365: 3. věta Rondeaux (Allegro), Imogen Cooper klavír                                                                                               | 7:13   |
| 13    | Mozart: Sinfonia concertante pro housle a violu Es dur, KV 364: 1. věta Allegro maestoso, Akademie sv. Martina v polích, Csaba Erdélyi, Levon Chilingirian, Sir Neville Marriner | 13:37  |
| 14    | Mozart: Zaide, KV 344: árie "Ruhe sanft", Felicity Lott | 6:27   |
| 15    | Giordani: Caro mio ben, Michele Esposito | 2:37   |
| 16    | Mozart: Klavírní koncert č. 22 in Es dur, KV 482: 3. věta Allegro – Andante, Ivan Moravec klavír                                                                                 | 11:01  |
| 17    | Mozart: Figarova svatba: Ecco la marcia (3. dějství), Akademie sv. Martina v polích                                                                                              | 2:32   |
| 18    | Mozart: Figarova svatba: Ah tutti contenti (4. dějství), Sir Neville Marriner | 2:37   |
| 19    | Traditional: Bubak und Hungaricus, Akademie sv. Martina v polích | 1:18   |
| 20    | Salieri: Axur, re d'Ormus: Finale, Akademie sv. Martina v polích | 1:11   |
| 21    | Mozart: Koncert pro klarinet A dur, KV 622: 2. věta D dur, Sir Neville Marriner                                                                                                  | 12:19  |
| 22    | Mozart: Don Giovanni, KV 527: Scéna z Komturem (2. dějství), Akademie sv. Martina v polích                                                                                       | 6:59   |
| 23    | Mozart: Klavírní koncert č. 20 in d moll, KV 466: 2. věta, Romance, Sir Neville Marriner, Ivan Moravec klavír                                                                    | 12:19  |
| 24    | Mozart: Kouzelá flétna, KV 620: Předehra, Akademie sv. Martina v polích | 6:51   |
| 25    | Mozart: Kouzelná flétna: árie Královny noci, Louisa Kennedyová soprán - oprava: ve snímku zpívá June Andersonová - viz závěrečné titulky                                         | 2:58   |
| 26    | Mozart: Requiem, KV 626: Introitus, Akademie sv. Martina v polích | 1:02   |
| 27    | Mozart: Requiem, KV 626: Dies irae, Akademie sv. Martina v polích | 1:52   |
| 28    | Mozart: Requiem, KV 626: Rex tremendae majestatis, Akademie sv. Martina v polích                                                                                                 | 2:06   |
| 29    | Mozart: Requiem, KV 626: Confutatis, Akademie sv. Martina v polích | 2:21   |
| 30    | Mozart: Requiem, KV 626: Lacrimosa, Akademie sv. Martina v polích | 3:47   |
| 31    | Mozart: Klavírní koncert č. 20 in d moll, KV 466: 2. věta Romance, Imogen Cooper klavír                                                                                          | 9:57   |
|       | celkem: | 157:18 |